# ネット中毒

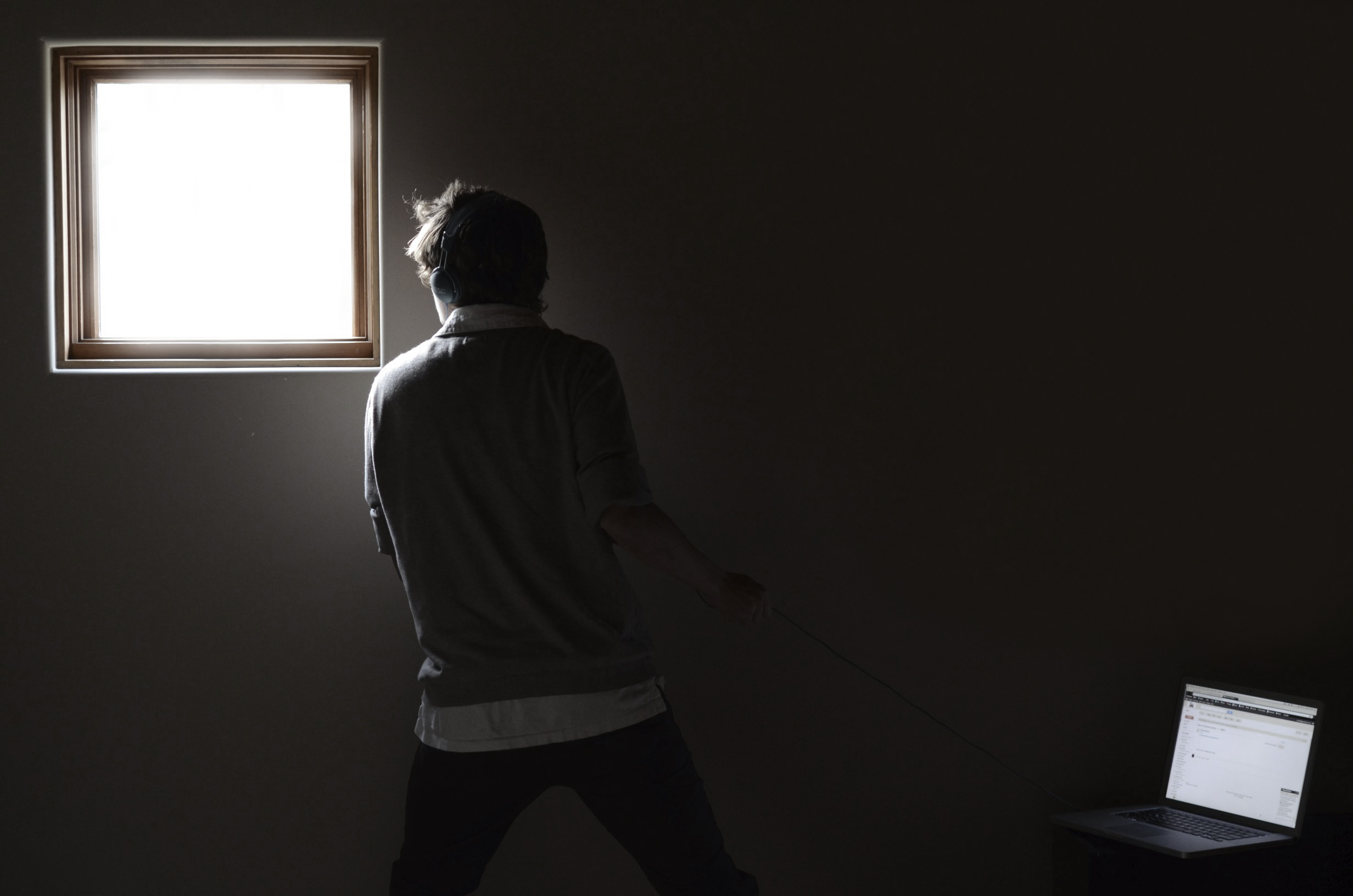
インターネット中毒のイメージ

ネット中毒（ネットちゅうどく）とは、インターネット（古くはパソコン通信）に接続し、チャットやBBSへの書き込み、オンラインゲーム等を長時間にわたってやり続けるなど、現実世界の生活に支障をきたすまでになってきている、日常化してきていること、またはその人物を指す、主に俗語として使われる表現である。

## 概要
1990年代終わり頃までは、一種の自嘲ないし揶揄を含む表現であったが、近年ではインターネット上のサービス利用者が精神的に不安定な兆候を示す例も報告されており、社会問題として提起されている。
通常の生活がネット利用によって、好ましからざる影響を受け、以下のような状況に陥っている状態をいうことが多い。
- テレホーダイの時間帯（23時から翌日8時まで）による睡眠不足や昼夜逆転生活。
- ドライアイ・眼精疲労・バイオレットライト欠乏による視力低下や腰痛、キーボード腱鞘炎といった長時間端末を操作する事による健康的異常。
- ネットゲームや会員制有料チャット等のサービス利用料金から来る、経済的圧迫（実際は家族が払っていることも多い）
- 特殊なコミュニティにばかり関係し、世間一般の常識が欠落する、さらには自分で気付かずに非常識な言動をしている。
- ネット上で解放されたと思っており、現実の状況は「本当の自分の姿」ではないという認識を抱く。
- ネットコミュニティ上で賞賛されている状態を長引かせたいがために、犯罪的行為や実際の犯罪行為すら辞さなくなる、一つの法的逸脱状態。

## 社会問題
日本でも、欧米でも、ネットに没頭する余り、実生活を一顧だにせず、省みないと目される人は多く特に日本では、引きこもりと呼ばれる対人恐怖症や広場恐怖症・パニック障害等の複合的症状を示す人が、ネットに依存した生活を送っていると見なす識者は多い。例えば成城墨岡クリニックの院長である墨岡孝は、1997年ごろからじわじわとであるが増大傾向にあり、当人が自覚しておらず周囲が問題とみなして病院に連れてきて、初めて発覚することも多いとしている。
ネット上の各種サービス利用料金も、大きな問題を生む事があり、韓国ではネットゲーム上の商品である（アバターに着せる事の出来る服の）データを、電話料金上乗せで課金される環境で、親に内緒で安易に買い過ぎた11歳の女児が、母親に叱られたショックで自殺するという事件もおきており、利用者の年齢で利用額に上限を設けようという業界方針以前に、児童向けサービスに課金する企業の姿勢を問題視する市民の声も挙がって、商業サービスの収益と依存性という現象に、倫理的な問題が提起されている。
オンラインゲーム『エバークエスト』において、仕事をやめて1週間通してプレイし続け、ついには自殺した例や、やはり他のオンラインゲームでも「ゲームをプレイし過ぎて過労死」という事例もアジア方面で社会問題化している。詳しくはゲーム依存症を参照されたい。
他方、掲示板で騒がれたくて動物虐待事件を起こした例（→福岡猫虐待事件）や、ネットアイドルを標榜していた者が、2006年に自分のブログに注目を集めたいがためだけに連続放火を行った事件（諏訪地方連続放火事件）も報じられており、インターネット上での注目を集めたいという動機による犯罪行為も、従来は考えられなかった動向だとして、しばしば報道にも大きく取り上げられている。こうした動機による社会的逸脱を予防するためにもリアルな世界の充実や、複数のコミュニティへの分属が必要だといわれる。

## 心理面から見たネット中毒
この分野は、ネットというメディアが誕生した事と、心理学面の因果関係立証には多大な時間が掛かる事もあって、研究はまだ始まったばかりという段階である。それだけに、安易に「ネットに依存する病気である」と述べるのは非常に危険である。ただその一方で、インターネット依存症という論理も存在しており、インターネットの提供しているサービスの依存症状態に陥っていると見なす向きも存在する。
その一方、カナダ・アルバータ大学大学院のMary Modayilらによる2004年のレポートでは、何らかの精神疾患を抱えネットの利用に長時間没頭しがちとなる傾向があることは認めながらも、インターネット利用以前から長期の精神疾患の傾向にある者にとっては、それらサービスの利用が何らかの癒やしとして、うつ病など気分障害の治療に役立つ可能性も示されている。
同レポートでは、精神的に何らかの問題を抱えて、なお、他人との接触を求めてネットのコミュニティに、たとえ匿名であっても参加する事は、本人がそれらの問題を克服するきっかけを求めて活動する意欲があるためだともしており、ネット中毒は精神的な問題を生むのではなく、逆に精神的な問題から、ネットを利用して精神的な健康を取り戻そうとしているのだとすら述べている。勿論、これも研究中の段階にあるために、100％信用する事もできない。